# Стерлинг, Ник
Николас Джеймс Стерлинг (англ. Nicholas James Sterling; род. 18 июля 1990) — гитарист и автор песен из Месы, Аризона. Начал играть на гитаре в возрасте 7 лет; к 10 годам выпустил свой первый альбом, Ten. В том же году выступал на одной сцене с Элисом Купером на концерте в Канун Нового Года. Когда Нику исполнилось 13, гитарист Дэйв Мэйсон отметил его талант. В 2005 он выпустил второй альбом, Life Goes On. Работая над ним, Стерлинг, словно будучи «группой из одного человека», сам сыграл на всех инструментах и сам пел. Оба альбома он записал также сам. Его третий, под названием Invisible, был издан в 2010 году.
Стерлинг играл с довольно знаменитыми рок-музыкантами и группами, такими
как Aerosmith, Kid Rock, Cheap Trick,  Cinderella,  Guns N' Roses, Стив Вай, Джо Сатриани, Эрик Джонсон, Гевин Дегро, Bachman-Turner Overdrive.
Начиная с 2008 года, Ник является обозревателем Modern Guitars Magazine.
12-го октября 2009 Себастьян Бах объявил, что, после долгих поисков, он выбрал Стерлинга в качестве своего нового гитариста. В первый раз они выступили вместе 12 декабря 2009 в Хельсинки, Финляндия. В августе 2012 он был уволен Бахом из группы.

## Дискография

### Соло
1. Ten (2000) (Desert Dog)
2. Life Goes On... (2005) (Desert Dog)
3. Invisible (2010) (Desert Dog)

### В группе Себастьяна Баха
1. Kicking & Screaming (2011) (Frontiers Records)